# Gustav Ludwigson
Gustav Ludwigson (Göteborg, 1993. október 20. –) svéd labdarúgó, a dél-koreai Ulszan Hyundai csatárja.

## Pályafutása

### Korai pályafutása
Ludwigson a pályafutását a szülővárosában, a Mölnycke IF-nél kezdte el. 2015-ben a Sävedalens IF-hez igazolt.
Ludwigson a Sävedalen tagjaként 3 szezon alatt, 60 mérkőzésen 23 gólt lőtt be az ellenfél kapujába, így segítve a klubot a negyedosztályba való feljutásban.

### Örgryte IS
2017. december 21-én egyéves szerződést írt alá a másodosztályban szereplő Örgryte IS-sel, amely klubnál már többször is játszott mint próbajátékos.
A 2018-as szezonban 30 mérkőzés alatt 11 gólt lőtt. 2018 augusztusában, Ludwigson 2020-ig meghosszabbította a szerződését a klubbal. Az Örgryte IS a 2018-as szezonban a 4. helyezést érte el a tabellán. A szezon végén a klub szurkolói Az Év Játékosának választották.
Ludwigson 2019-ben is remekül teljesített, júliusban elnyerte a Superettanban A Hónap Játékosa díjat.

### Hammarby IF
2019. augusztus 8-án hároméves szerződést kötött a svéd első osztályban szereplő Hammarby IF-fel.
A 2020-as szezonban debütált a Hammarby színeiben, ahol 29 mérkőzés alatt 9 gólt lőtt és 11 gólpasszt osztott ki, így a klub szurkolói A Szezon Játékosának választották.
2021. március 26-án Ludwigson megújította a szerződését a Hammarbyval, amely így már a 2024-es szezon végéig szólt.
2021. szeptember 23-án Miloš Milojević, a Hammarby vezetőedzője csapatkapitány-helyettessé nevezte ki.

### Ulszan Hyundai
2023. január 5-én a dél-koreai Ulszan Hyundaihoz írt alá.

## Statisztikák
2023. június 24. szerint
| Klub           | Szezon   | Osztály     | Bajnokság | Bajnokság | Kupa  | Kupa | Egyéb | Egyéb | Összesen | Összesen |
| Klub           | Szezon   | Osztály     | Meccs     | Gól       | Meccs | Gól  | Meccs | Gól   | Meccs    | Gól      |
| -------------- | -------- | ----------- | --------- | --------- | ----- | ---- | ----- | ----- | -------- | -------- |
| Örgryte        | 2018     | Superettan  | 30        | 11        | 2     | 0    | —     | —     | 32       | 11       |
| Örgryte        | 2019     | Superettan  | 29        | 12        | 0     | 0    | —     | —     | 29       | 12       |
| Örgryte        | Összesen | Összesen    | 59        | 23        | 2     | 0    | 0     | 0     | 61       | 23       |
| Hammarby       | 2020     | Allsvenskan | 29        | 9         | 5     | 1    | 1     | 0     | 35       | 10       |
| Hammarby       | 2021     | Allsvenskan | 30        | 11        | 5     | 2    | 6     | 1     | 41       | 14       |
| Hammarby       | 2022     | Allsvenskan | 29        | 12        | 4     | 1    | —     | —     | 33       | 13       |
| Hammarby       | Összesen | Összesen    | 88        | 32        | 14    | 4    | 7     | 1     | 109      | 37       |
| Ulszan Hyundai | 2023     | K1 League   | 16        | 6         | 0     | 0    | —     | —     | 16       | 6        |
| Összesen       | Összesen | Összesen    | 163       | 61        | 16    | 4    | 7     | 1     | 186      | 66       |

## Sikerei, díjai
Hammarby
- Svéd kupa
  - Győztes (1): 2020–21

Egyéni
- Allsvenskan – A szezon játékosa: 2020